# Lohnsteuertabelle
Aus Lohnsteuertabellen lässt sich ablesen, wie viel der Arbeitgeber vom Lohn eines Arbeitnehmers Lohnsteuer, Solidaritätszuschlag und Kirchensteuer einzubehalten hat. Mit der zunehmenden Verbreitung von Computern finden sich elektronische Versionen der Lohnsteuertabellen als "Lohnsteuerrechner" oder "Brutto-Netto-Rechner".

## Deutschland
In Deutschland wird zwischen Allgemeiner Tabelle (für rentenversicherungspflichtige Arbeitnehmer) und Besonderer Tabelle (für nicht Rentenversicherungspflichtige wie z. B. Beamte oder Gesellschafter-Geschäftsführer) unterschieden. Um die vom Gesetzgeber für verschiedene Fälle (Alleinverdiener, Doppelverdiener, Alleinerziehende mit Kind usw.) vorgesehenen Pauschalen und Freibeträge zu berücksichtigen, gibt es sechs Lohnsteuerklassen (in § 38b EStG festgelegt). In den Steuerklassen 1 bis 4 werden auch Kinderfreibeträge berücksichtigt. Wegen des Kindergeldes vermindern Kinderfreibeträge aber nur den Solidaritätszuschlag und die Kirchensteuer, weshalb die dafür notwendigen Spalten meist den Hauptteil der Lohnsteuertabellen ausmachen.
Auch die Lohnsteuertabelle basiert in den Steuerklassen 1 bis 4 auf dem Einkommensteuertarif, der im § 32a EStG festgelegt ist. In den Steuerklassen 5 und 6 gilt jedoch eine spezielle Berechnungsvorschrift, die die Einkommensteuerschuld bei Ehegatten (Steuerklassenkombination 5/3) oder bei weiteren Dienstverhältnissen (Steuerklasse 6) genauer abbilden soll (§ 39b Abs. 2 Satz 7 EStG). Bei der Lohnsteuerberechnung werden die steuerklassenabhängigen Pauschalen und Freibeträge abgezogen und vom verbleibenden zu versteuernden Einkommen die vom Arbeitgeber abzuführende Lohnsteuer ermittelt.

### Bis 2003 Stufentarif und amtliche Tabellen
Bis 2003 wurde die Einkommensteuer nach einem Stufenbetragstarif in Stufen von zuletzt 36 € oder bei Anwendung des Ehegattensplittings von 72 € berechnet. Unterschiedliche Einkommen, die innerhalb einer Stufe lagen, wurden bis dahin mit demselben Einkommensteuerbetrag belastet. Dazu wurden amtliche Einkommensteuertabellen erstellt, aus denen bei der entsprechenden Stufe die Einkommensteuer abgelesen werden konnte. Dieser Stufentarif wurde 2004 durch einen stufenlosen Formeltarif ersetzt. Die Tarifstufen und das daran geknüpfte Mittelwertverfahren (= Berechnung der Steuer nach dem Mittelwert der jeweiligen Einkommensstufe) gab es zuletzt 2003.

### Ab 2004 Formeltarif, keine amtlichen Tabellen mehr
2004 wurde die individuelle Steuerberechnung für jedes auf einen vollen Eurobetrag abgerundete Einkommen eingeführt. Als Folge dieser Änderung gibt es seit 2004 keine amtlichen Einkommensteuertabellen mehr. Da auch der Lohnbesteuerung der Einkommensteuertarif zugrunde liegt, gibt es seitdem auch keine auf einem Stufentarif basierende Lohnsteuertabelle mehr.
Damit kleinere Betriebe aber weiterhin den Lohnsteuerabzug mit Lohnsteuertabellen vornehmen können, aber auch weil bei Betrieben mit maschineller Lohnsteuerberechnung nach wie vor praktischer Bedarf besteht, im Einzelfall Steuerabzugsbeträge aus Tabellen ablesen zu können, wurde die Anwendung von Lohnsteuer(annäherungs)tabellen durch den Gesetzgeber auch weiterhin zugelassen (§ 51 Abs. 4 Nr. 1a EStG i. d. F. des StSenkG). Seit dem Jahr 2004 stellen die Lohnsteuertabellen aber nur noch eine ergänzende Alternative zur maschinellen Lohnsteuerberechnung nach dem stufenlosen Formeltarif dar.
Um den amtlichen Charakter der Lohnsteuertabellen zu erhalten, veröffentlicht das Bundesministerium der Finanzen neben dem Programmablaufplan für die maschinelle Lohnsteuerermittlung einen weiteren Programmablaufplan für die Erstellung von Lohnsteuertabellen. Dadurch ist sichergestellt, dass die manuelle Lohnsteuerberechnung weiterhin nach einheitlichen Lohnsteuertabellen durchgeführt werden kann (§ 52 Abs. 59c EStG i. d. F. des Flutopfersolidaritätsgesetzes). Zur Erstellung der Lohnsteuertabellen wird die Jahreslohnsteuer jeweils aus dem höchsten Wert eines 36 € Tabellenschrittes ermittelt. Dadurch ergibt sich zwischen Einzelwertberechnung und Tabellenwert eine umso größere Differenz, je weiter der Lohn vom Tabellenschrittendwert abweicht. Bei einer Monatslohntabelle in 3 €-Schritten (entsprechend einer 36-€-Schritt-Jahreslohntabelle) und der Steuerhöchstbelastung von ca. 48 % (mit SolZ und KiSt 9 %) kann sich so durch die Tabelle eine um ca. 1,45 €/Monat höhere Steuer gegenüber der individuellen Berechnung ergeben.

## Österreich
In Österreich ist die Lohnsteuer im 5. Teil des Einkommensteuergesetzes (EStG 1988) geregelt. Der Lohnsteuertarif wird nach § 66 EStG 1988 bestimmt, der wiederum auf § 33 EStG 1988 verweist, wo sich die Progressionsstufen finden.
Im Einkommensteuergesetz 1972 fanden sich noch zwölf Progressionsstufen, dies wurde schrittweise reduziert. Bis Ende 2004 gab es fünf Progressionsstufern, seit 1. Jänner 2005 gibt es nur noch drei Progressionsstufen.